# Julian Boyd
Julian Boyd (San Antonio, Texas, 2 de febrero de 1990) es un baloncestista estadounidense que pertenece a la plantilla de los Taoyuan Pauian Pilots de la P. League+ de Taiwán. Con 2,01 metros de estatura, juega en la posición de alero. 

## Trayectoria deportiva

### Universidad
Jugó cuatro temporadas con los Blackbirds de la Universidad de Long Island, en las que promedió 14,1 puntos y 8,1 rebotes por partido. La temporada 2009-2010 la pasó completamente en blanco al serle detectada una miocardiopatía espongiforme. En su primera temporada fue elegido Rookie del Año de la Northeast Conference, mientras que en 2011 y 2012 fue incluido en el mejor quinteto de la conferencia, además de ser nombrado esa última temporada Jugador del Año de la NEC.

### Profesional
Tras un nuevo parón debido una rotura en el ligamento cruzado anterior de la rodilla, se presentó al Draft de la NBA de 2014, donde no fue elegido. Firmó su primer contrato profesional con los London Lightning de la NBL canadiense. En su primera temporada promedió 14,2 puntos y 5,6 rebotes por partido, en un año en el que ganaron el título de liga.
Tras lesionarse nuevamente, por cuarta vez en su carrera, el cruzado anterior, volvió a las pistas en enero de 2018, Acabó la temporada promediando 12,3 puntos y 6,3 rebotes por encuentro.
En julio de 2018 firmó contrato con el K.R. Basket Reykjavík de la Úrvalsdeild karla islandesa. En su debut en la liga consiguió 35 puntos y 12 rebotes frente al Skallagrímur Borgarnes.
Se unió a los Taoyuan Pauian Pilots para la temporada 2024-25 de la P. League+. En esa ocasión, mencionó que tenía la intención de adquirir la ciudadanía taiwanesa para representar al país a nivel internacional.